# 紫霞藤属
紫霞藤属（学名：Petrea）是马鞭草科下的一个属，为缠绕植物。该属共有约30种，分布于热带美洲。